# Filifactor villosus
Filifactor villosus è una specie di batterio appartenente alla famiglia delle Peptostreptococcaceae.